# Haudiomont
Haudiomont è un comune francese di 236 abitanti situato nel dipartimento della Mosa nella regione del Grand Est.

## Società

### Evoluzione demografica
Abitanti censiti